# Essai sur les Propriétés Médicales des Plantes
Essai sur les Propriétés Médicales des Plantes (abreviado Essai Propr. Méd. Pl.) es un libro con ilustraciones y descripciones botánicas que fue escrito por el briólogo, botánico, micólogo, pteridólogo suizo Augustin Pyrame de Candolle y publicado en París en el año 1804, con el nombre de Essai sur les propriétés médicales des plantes, comparées aves leurs formes extérieures et leur classification naturelle. Con una segunda edición corregida y aumentada que fue publicada en 1816.